# Sanchezia rhodochroa
Sanchezia rhodochroa är en akantusväxtart som beskrevs av Emery Clarence Leonard och L. B. Smith. Sanchezia rhodochroa ingår i släktet Sanchezia och familjen akantusväxter. Inga underarter finns listade i Catalogue of Life.